# Rubenshaus

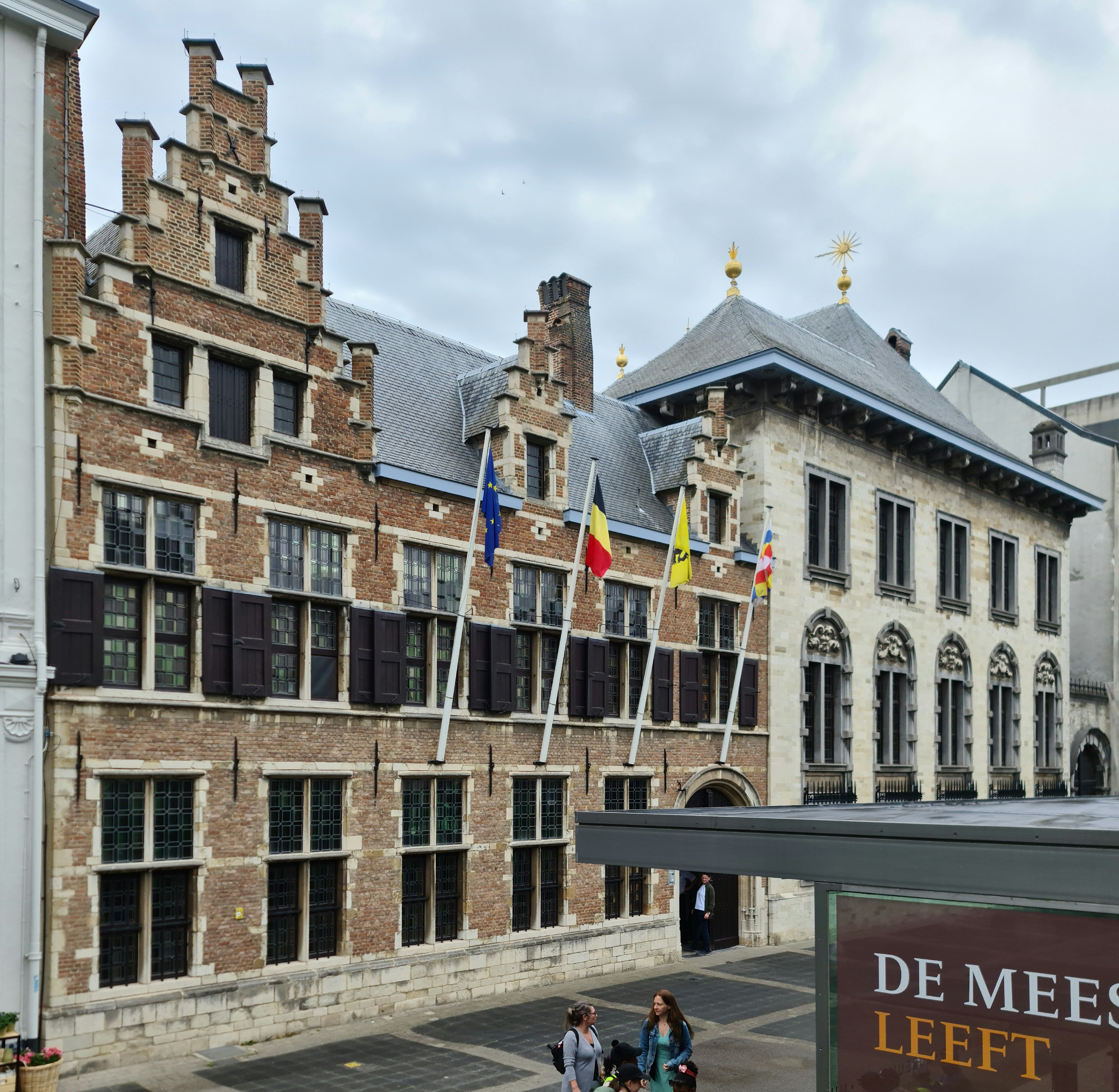
Die Straßenfassade

Das Rubenshaus (ndl. Rubenshuis) in Antwerpen ist die ehemalige Wohn- und Werkstatt von Peter Paul Rubens (1577–1640). Das um 1610 errichtete Bauwerk ist heute ein Museum zu seinem Leben und Werk und befindet sich unweit vom Hauptbahnhof.

## Rubens und Antwerpen
Rubens stammte aus einer bekannten Antwerpener Familie und verbrachte fast sein gesamtes Erwachsenen- und künstlerisch aktives Leben in der damaligen Weltstadt, er wird deshalb als „großer Sohn der Stadt“ betrachtet. Geboren wurde Peter Paul Rubens 1577 allerdings im damals nassauischen Siegen, wo sich seine Eltern im Exil aufhielten.
Sein Vater Jan Rubens war Ratsherr und ein angesehener Patrizier Antwerpens gewesen. Aufgrund der religiösen Verfolgung in den Spanischen Niederlanden hatte die reformierte Familie die Stadt 1568 verlassen müssen. Danach war der Vater als Anwalt der Anna von Sachsen in Konflikt mit deren Ehemann Wilhelm von Oranien geraten und wurde in Siegen festgehalten. In diese Zeit fiel offenbar die Geburt des Sohnes. Nach dem Tod seines Vaters zog Peter Paul im Alter von 10 Jahren zusammen mit seiner Mutter zurück in die Heimatstadt.
Rubens lebte bis zu seinem Tod 1640 in Antwerpen, nur unterbrochen durch eine lange Italienreise von 1600 bis 1608 und einige Auslandsaufenthalte im diplomatischen Dienst. Außer seinem heute als Museum genutzten Stadthaus besaß Rubens seinen Landsitz Steen bei Mechelen. Rubens gilt als der bedeutendste Antwerpener aller Zeiten. Das war ein Grund für die Stadt, das Rubenshaus 1937 zu erwerben und 1946 eine Gedenkstätte zu errichten.

## Bau und Nutzung zu Rubens’ Lebzeiten

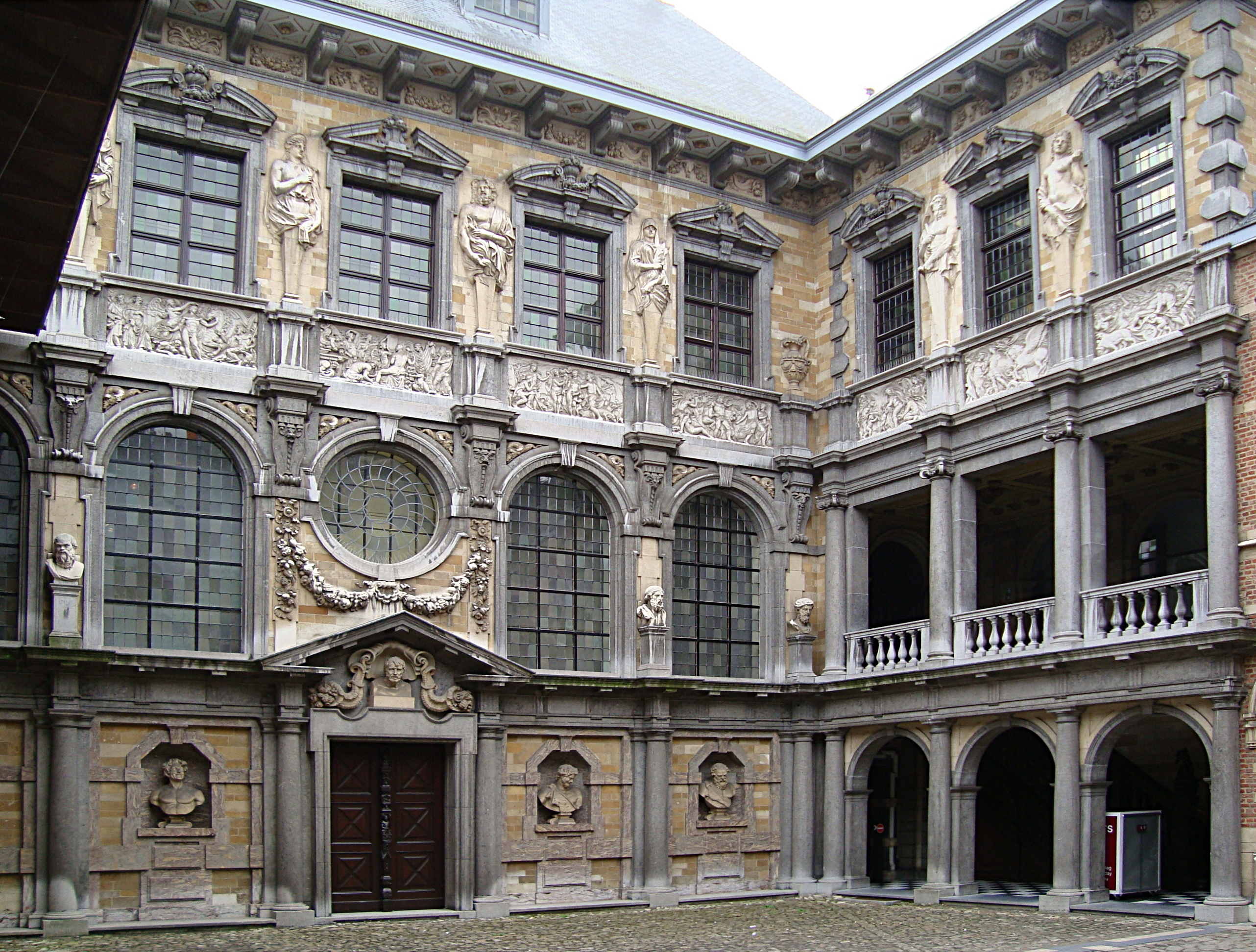
Der Innenhof

Nach seiner Hochzeit mit Isabella Brant 1610 ließ Peter Paul Rubens ein Haus in der damaligen Vaartstraat, nun Wapper, bauen. Die Pläne für sein Palais entwarf er selbst, in Anlehnung an italienische Renaissancepalazzi. Das Palais mit einem großen Eingang zum Innenhof bot Platz für Wohnung und Atelier. Der Garten hinter dem Haus wurde im flämisch-italienischen Renaissancestil angelegt.
Nächst dem Wohnhaus richtete Rubens eine große Werkstatt ein, der ca. 2500 Tafel- und Leinwandgemälde von Lehrlingen und Mitarbeitern entstammen. Dieser Werkstattproduktion stand Rubens als Garant der Qualität vor. In der Meisterwerkstatt der oberen Etage machte Rubens selbst Zeichnungen, Porträts und kleinere Gemälde und führte von dort Korrespondenz ins In- und Ausland. Ca. 5000 erhaltene Briefe deuten darauf hin, dass Rubens auf Niederländisch, Französisch, Latein und vor allem auf Italienisch korrespondierte.
Rubens verbrachte den größten Teil seines Lebens in diesem Haus. Am 30. Mai 1640 starb er hier in seinem Wohnhaus an der Gicht. Die von seinem Mitarbeiter und Freund Johann Bockhorst gestaltete Grabstätte befindet sich in der nahegelegenen Jakobskirche.

## Nachnutzung und Umwandlung in ein Museum
Nach Rubens’ Tod vermietete Helena Fourment die Wohnung von 1648 bis 1660 an William Cavendish und dessen Frau, die wegen des Englischen Bürgerkriegs ihre Heimat verlassen hatten. Nach Cavendish' Rückkehr nach England wurde das Gebäude durch die Erben verkauft und aufgeteilt.
Es dauerte bis ins 19. Jahrhundert, bis die Stadt ihren berühmtesten Bürger öffentlich zu ehren wusste. 1843 wurde auf dem Groenplaats auf der Südseite des Liebfrauendoms ein von Willem Geefs geschaffenes Standbild zu Rubens’ Ehren errichtet. Auch Rubens’ 300. Geburtstag 1877 wurde in Antwerpen festlich begangen. Nur seine ehemalige Wohn- und Wirkungsstätte befand sich weiterhin in Privatbesitz. Erst nach fast 300 Jahren, 1937, kaufte die Stadt Antwerpen das Gebäude. Nach einer Restaurierung, unterbrochen durch den Zweiten Weltkrieg und die Besetzung der Stadt 1940 im Westfeldzug durch die deutsche Wehrmacht, konnte das Rubenshaus 1946 als Museum eröffnet werden.
In den Sälen und Zimmern finden sich heute einige seiner Werke. Im großen Atelier kann eine seiner frühesten Arbeiten betrachtet werden: Adam und Eva im Paradies. In der alten Speisekammer hängt sein bekanntestes Selbstporträt, gemalt im Alter von ungefähr fünfzig Jahren. Der Garten des Rubenshauses wurde vor allem in den Jahren 1993 und 2001 aufgewertet. Diese behutsamen Maßnahmen, die ohne eine verlässliche historische Quelle erfolgen mussten, wurden vom Europarat ausgezeichnet und führten zu einer Mitgliedschaft im European Garden Heritage Network.
Das Rubenianum, ein Forschungszentrum für die Studien zu Rubens und der flämischen Kunst, hat seinen Sitz im Kolveniershof im hinteren Gartenteil des Rubenshauses.